# Pete Cooper
Richard Bernice Cooper (1914-1993) was een Amerikaanse golfprofessional. Hij werd Pete Cooper genoemd.
Pete Cooper was de zoon van Joseph Thomas en Susan Ann Boyd Cooper. Hij werd in 1938 professional. Tijdens de Tweede Wereldoorlog diende hij bij de Marine. Na de oorlog speelde hij de Amerikaanse PGA Tour. Hij won daar vijf toernooien. Van 1941-1947 was hij pro op de Gainesville Golf & Country Club.
Cooper bleef in Lakeland (Florida) wonen en was eigenaar van de Palm Golf Club. Hij won onder meer acht keer het Florida Open. Op de Seniors Tour won hij het Senior PGA Kampioenschap.
Cooper was 54 jaar lid van de Amerikaanse PGA en overleed aan kanker op 78-jarige leeftijd. Hij had een zoon, twee dochters, negen kleinkinderen en zes achterkleinkinderen.

## Gewonnen

### PGA Tour
- 1949: St. Petersburg Open
- 1950: Miami International Four-Ball (met Claude Harmon)
- 1954: Virginia Beach Open
- 1957: St. Petersburg Open
- 1958: West Palm Beach Open Invitational

### Other  wins (17)
Onder meer:
- 1944: Florida Open
- 1946: Florida Open
- 1948: Florida Open
- 1949: Florida Open
- 1950: Florida Open
- 1953: Metropolitan Open
- 1954: Orlando Two-ball (met Patty Berg)
- 1956: Michigan Open
- 1957: Florida Open
- 1958: Florida Open
- 1959: Panama Open, Puerto Rico Open, Colombian Open
- 1960: Jamaica Open, Maracaibo Open
- 1961: Panama Open
- 1966: Florida Open

### US Senior Tour
- 1976: PGA Seniors' Championship (283, -5)